# Phaneroptera longicauda
Phaneroptera longicauda är en insektsart som först beskrevs av Willemse, C. 1942.  Phaneroptera longicauda ingår i släktet Phaneroptera och familjen vårtbitare. Inga underarter finns listade i Catalogue of Life.